# 2928 Epstein
2928 Epstein је астероид главног астероидног појаса са средњом удаљеношћу од Сунца која износи 3,011 астрономских јединица (АЈ).
Апсолутна магнитуда астероида је 11,3.